# Route départementale 101 (Alpes-de-Haute-Provence)
Pour les articles homonymes, voir Route départementale 101.
La route départementale 101, abrégée en RD 101 ou D 101, est une des Routes des Alpes-de-Haute-Provence, qui relie Mallefougasse-Augès à Saint-Julien-d'Asse.

## Tracé de Mallefougasse-Augès à Saint-Julien-d'Asse
- Mallefougasse-Augès
- Montfort
- à Peyruis (passage sur la RD 4a)
- Peyruis
- de Peyruis au Castellet (par la RD 12, RD 4, RD 4b et RD 4096)
- Entrevennes
- Saint-Julien-d'Asse